# Savo Kostadinovski
Savo Kostadinovski (macedón: Саво Костадиновски) (Gorno Botusje, 1950. május 30. –) macedón-német író és műfordító. Verseket és prózát ír gyerekeknek, fiataloknak és felnőtteknek macedón és német nyelven, művei szerb és román nyelven is megjelentek.

## Életrajz
Szülőfaluja a Makedonszki Brod közelében található Gorno Botusje, a mai Észak-Macedóniában. Ebben a faluban, valamint Gosztivarban járt általános iskolába. Az 1963-ban történt szkopjei katasztrofális földrengés után Belgrádban, Szlavónbródban, Zágrábban és a volt Jugoszlávia más helyein élt. 1971 óta él és dolgozik Németországban – München, Würzburg és Frankfurt am Main után 1973 óta Kölnben lakik. Levelező szakon végzett a Munkásegyetem "Újbelgrád" Gépészmérnöki Iskolájában, Kölnben szerezte meg mérnöki diplomáját.
Számos verseskötete, novellája, esszéje, fordítása és újságcikke jelent meg. Munkáit több nyelven publikálták, és számos antológiában és észak-macedóniai iskolai tankönyveiben megtalálhatók.
Több kitüntetés és díj tulajdonosa, többek között a Matica na iselenicite od Makedonija 1993 (Macedóniai Emigránsok Szövetsége) „emigráns oklevele”. Beutazta Európát, Észak-Amerikát, Ausztráliát, Indiát, Tibetet, Kínát és Szenegált.
Savo Kostadinovski tagja a Macedóniai Írók Szövetségének, a Németországi Írók Szövetségének, a Macedónia Irodalomfordítók Szövetségének és a Macedóniai Újságírók Szövetségének.

## Bibliográfia

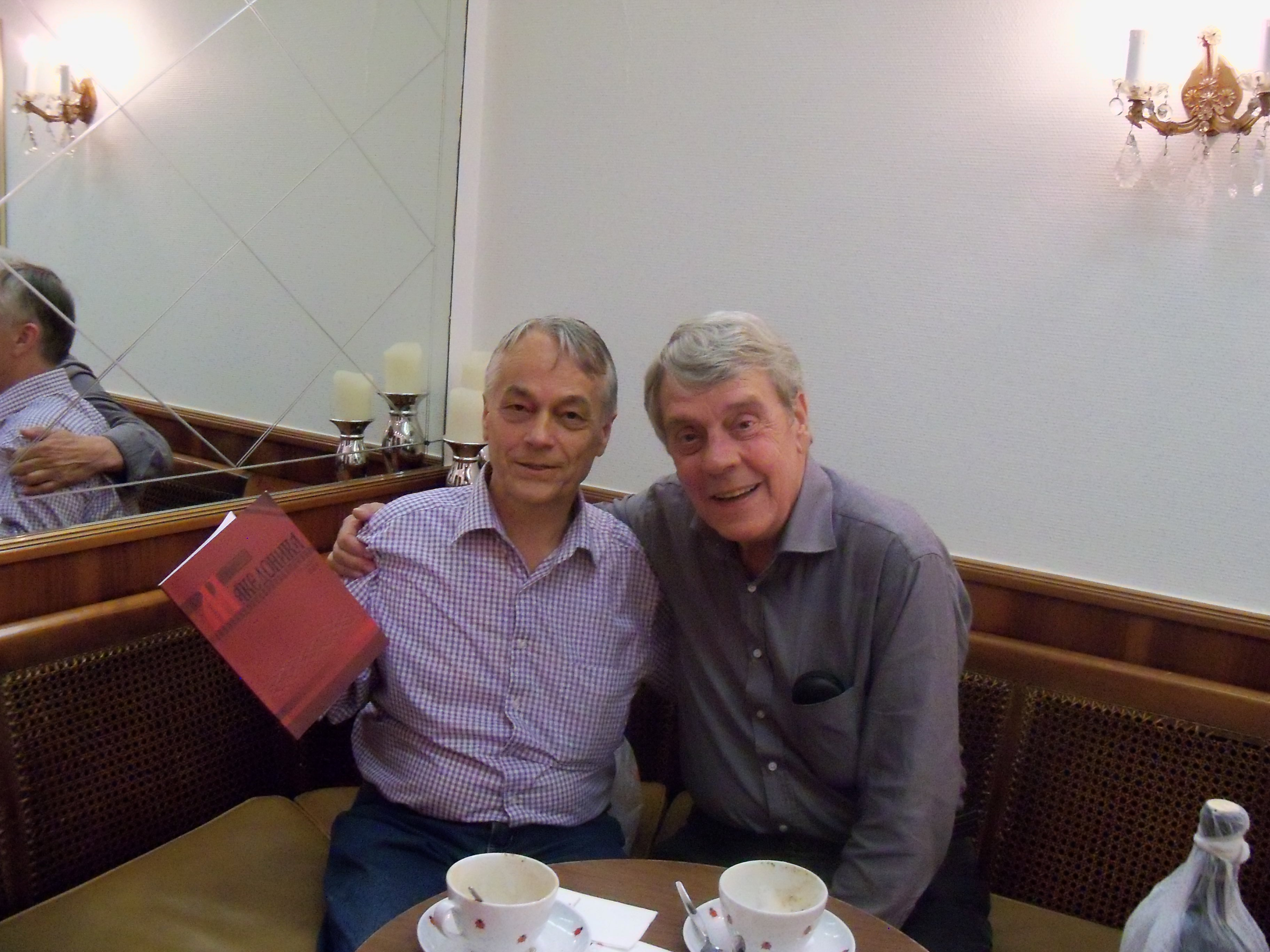
Savo Kostadinovski és a német szlávista Wolf Oschlies

### Verseskönyvek gyerekeknek és fiataloknak
- Nyár a szülőhelyemen (Детска радост, Szkopje, 1980)[7]
- Vágyakozások (Дом на култура "Кочо Рацин", Szkopje, 1989)
- A világ gyermekei (Dom na kultura "Kočo Racin", Szkopje, 1990)
- Madarak nélküli ketrec – Botusjétól Kölnig (Печалбарски денови, Vevcsani, 1990)
- Versek – tíz könyv egyben (Културно-просветна заедница на Скопје, 1991)
- Versek a Botusje-ból – kiválasztás (Дом на култура "Кочо Рацин", Szkopje, 1992)
- Versek – tíz könyv egyben (Културно-просветна заедница на Скопје, 1993)
- Poreče (Мисла, Skopje, 1995)
- Ezeregy nosztalgia – kiválasztás (Детска радост, Szkopje, 2001)
- Filippel együtt (Антолог, Szkopje, 2013)
- Beszél Betivel (Антолог, Szkopje, 2013)
- Versévek (Антолог, Szkopje, 2013)
- Örök Hang – kiválasztás (Антолог, Szkopje, 2014)
- Levelek Filipnek (Антолог, Szkopje, 2014)
- Nyaralni Filipnél (Антолог, Szkopje, 2014)
- Mindig Filipnél (Антолог, Szkopje, 2014)
- Filip első osztályos (Антолог, Szkopje, 2014)
- Hogyan tanulta Fülöp az ábécét (Антолог, Szkopje, 2014)
- Gyöngy a Bisera számára (Антолог, Szkopje, 2014)
- Jegyzetek Amerikából (Антолог, Szkopje, 2015)
- Közeli versek távoli Ausztráliában (Антолог, Szkopje, 2015)
- Európa verseket (Антолог, Szkopje, 2015)
- Poreče (Антолог, Szkopje, 2015)
- Botusjétól Párizsig (Антолог, Szkopje, 2015)
- Without Birthplace (Антолог, Szkopje, 2016)
- Köln és én (Антолог, Szkopje, 2016)
- A Hazával (Антолог, Szkopje, 2016)
- Az európai életből (Антолог, Szkopje, 2016)
- Macedón látnivalók (Антолог, Szkopje, 2016)

### Prózakönyvek gyerekeknek és fiataloknak
- Születési hely szívvel (Македонска реч, Szkopje, 2005)
- Születési hely szívvel (Antolog, Szkopje, 2016)
- Geburtsende mit Herz – németül (Literatur-Atelier, Bonn, 2016)
- Bisera és Filip (Antolog, Szkopje, 2016)
- Bisera und Filip – németül (Literatur-Atelier, Bonn, 2016)

### Könyvek felnőtteknek
- Költészet a költészetről – kétnyelvű, macedón és román nyelven (Bukarest, 2002)
- Költészet a költészetről – kétnyelvű, macedón és német nyelven (Matica makedonska, Szkopje, 2012)
- Három évszázad, életrajzi regény (Македонска реч, Szkopje, 2005)[8]
- Költészet a költő életében – kétnyelvű, macedón és német nyelven (Македоника литера, Szkopje, 2013)[9]
- A szerelem még mindig él – közös gyűjtemény Therese Reuber-rel, német nyelven (Македоника литера, Szkopje, 2014)
- Az élet Botusjenak – kétnyelvű, macedón és német nyelven (Македоника литера, Szkopje, 2014)
- Kölni versek – kétnyelvű, macedón és német nyelven (Македоника литера, Szkopje, 2014)
- Költészet a költészetről – szerbül (Banatski kulturni centar, Beodra, 2015)
- A háborúk története – kétnyelvű, macedón és német nyelven (Македоника литера, Szkopje, 2015)[10]
- Három évszázad, életrajzi regény – második, kiegészített kiadás (Македоника литера, Szkopje, 2016)[11]
- Drei Zeitalter, életrajzi regény – németül (Literatur-Atelier, Bonn, 2016)
- Jó víz alatt, monográfia a bennszülött Gorno Botusjéről (Antolog, Szkopje, 2016)